# Eucalyptus fastigata

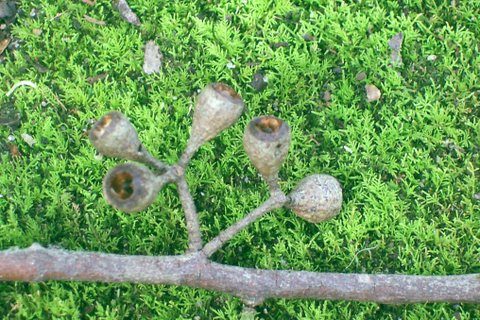
Гілка з плодами

Eucalyptus fastigata  — вічнозелене дерево роду евкаліпт, родини миртових.

## Ботанічний опис
Дерево до 50 метрів заввишки. Кора стійка на стовбурі і великих гілках, волокниста, червоно-коричневого або сірувато-коричневого кольору (верхня частина стовбуру сіра або біла).
Молоді листки супротивні, черешкові, яйцювато-ланцетні, глянсово-зелені. Проміжні листки чергові, черешкові, ланцетні, глянсово-зелені, довжиною до 17 см, шириною до 5 мм, хвилясті. Дорослі — чергові, черешкові, ланцетні, тонкі, довжиною 8-15 см, шириною 1,5–2,7 см, хвилясті або плоскі, зелені, блискучі.
Суцвіття просте. Зонтики 11–15-квіткові, поодинокі або парні в пазухах листків, на тонких майже циліндричних квітконосах довжиною 4–14 мм; бутони на ніжках, булавоподібні, загострені, довжиною 4–6 мм, діаметром 2–3 мм; кришечка конічна або напівкуляста, пиляки зрослися. Квітки білі або кремові.
Плоди на ніжках, конічної або грушоподібної форми, довжиною 5–8 мм, 4–7 мм у діаметрі.

## Поширення
Eucalyptus fastigata є ендеміком південно-східної Австралії. Росте у штатах Новий Південний Уельс і Вікторія на висоті 650—1400 метрів.